# Carrasquedo
Carrasquedo es una localidad española del municipio del Valle de Mena, perteneciente a la provincia de Burgos, en la comunidad autónoma de Castilla y León.

## Historia
A mediados del siglo XIX, el lugar, perteneciente ya por entonces al municipio del Valle de Mena, tenía contabilizada una población de 14 habitantes. Aparece descrito en el quinto volumen del Diccionario geográfico-estadístico-histórico de España y sus posesiones de Ultramar de Pascual Madoz de la siguiente manera:

CARRASQUEDO: l. de la prov., adm. de rent., aud. terr. y c. g. de Burgos (20 horas), part. jud. de Villarcayo (6), dióc. de Santander (14 1/3), es uno de los que componen el ayunt. titulado del Valle de Mena: sit. en un llano algo inclinado al N., á la falda de la peña de Iguna y al lado SO. del valle; le combaten bien los vientos, y su clima es sano. Tiene 36 casas algo diseminadas, 1 fuente de buenas aguas, y 1 igl. parr. (San Miguel), aneja de la de Villasana, la sirve un párroco, cuyo curato es de presentacion del Sr. obispo; el cementerio se halla en paraje que no ofende la salud pública. Confina el térm. N. Mena mayor; E. Santa Cruz; S. con una peña que divide á este valle con Roselló, y O. Medianas ; se estiende 1/8 leg. en todas direcciones, poco mas ó menos. El terreno es fuerte en la parte baja, y cascajoso en la sierra; se cultivan 50 fan. de primera calidad, 60 de segunda, y 90 de tercera; fertilidad general de 9 á 8 por 1; hay un monte en la falda N. de la Peña en comunidad con el l. de Medianas, tanto mas apreciable cuanto que abunda de aguas; fertiliza el terreno llano un riach. sin nombre, que pasa á engruesar las aguas del de Mena mayor. caminos: los que diríjen á los pueblos limítrofes en mediano estado: el correo se recibe de Villarcayo, por balijero los lunes, jueves y sábados, y salen los martes, viernes y domingos. prod.: trigo, maiz, cebada y legumbres; mantiene ganado lanar, cabrio, vacuno, caballar y mular; cria cazado liebres, perdices, zorros y lobos. ind.: agricultura. comercio: la esportacion de ganados é importacion de granos, vino, aceite y ropas. pobl.: 4 vec. y 14 almas.
(Madoz, 1846, p. 613)

En 2024 tenía empadronados 12 habitantes.